# Liste der Kulturgüter in Lauterbrunnen
Die Liste der Kulturgüter in Lauterbrunnen enthält alle Objekte in der Gemeinde Lauterbrunnen im Kanton Bern, die gemäss der Haager Konvention zum Schutz von Kulturgut bei bewaffneten Konflikten, dem Bundesgesetz vom 20. Juni 2014 über den Schutz der Kulturgüter bei bewaffneten Konflikten sowie der Verordnung vom 29. Oktober 2014 über den Schutz der Kulturgüter bei bewaffneten Konflikten unter Schutz stehen.
Objekte der Kategorien A und B sind vollständig in der Liste enthalten, Objekte der Kategorie C fehlen zurzeit (Stand: 13. März 2024). Unter übrige Baudenkmäler sind geschützte Objekte zu finden, die im Bauinventar des Kantons Bern als «schützenswert» verzeichnet sind.

## Kulturgüter
| Foto | | Objekt                                                                        | Kat. | Typ | Standort                                         | Beschreibung |
| ---- | --- | ----------------------------------------------------------------------------- | ---- | --- | ------------------------------------------------ | --- |
| ja   | Datei hochladen · Wikidata zu Trachsellauenen, mittelalterlich / neuzeitlicher Silberbergbau (Q19362646) | Trachsellauenen, mittelalterlicher–neuzeitlicher Silberbergbau KGS-Nr.: 09573 | A    | F   | 635529 / 152630                                  | Konservierte Überreste eines Schmelzofens und weiterer Bauten, die zu einem Bergwerk zur Gewinnung von Silber, Blei und Eisen gehörten. Das Bergwerk war offiziell von 1638 bis 1805 in Betrieb, Einheimische führten den Abbau bis um 1860 im kleineren Rahmen weiter durch. |
| ja   | Datei hochladen · Wikidata zu Luftseilbahn Stechelberg – Schilthorn (Q11986956)                          | Luftseilbahn Stechelberg–Schilthorn KGS-Nr.: 09918                            | A    | X   | 632124 / 156816                                  | In den Jahren 1965 bis 1967 erbaute Pendelluftseilbahn vom Lauterbrunnental auf das Schilthorn mit einer Höhendifferenz von insgesamt 2107 Metern, unterteilt in drei Sektionen. Die unterste führt von Stechelberg über Gimmelwald nach Mürren, die mittlere von Mürren nach Birg und die oberste von Birg zum Drehrestaurant Piz Gloria auf dem Schilthorngipfel.                                                     |
| BW   | Datei hochladen                                                                                          | Hotel Regina KGS-Nr.: 16763                                                   | A    | G   | Mürren, Borthalten 1036 634876 / 156565          | Hotelgebäude in Mürren. |
| ja   | Datei hochladen · Wikidata zu Jungfraubahn (Q616970)                                                     | Jungfraubahnen KGS-Nr.: 17059                                                 | A    | X   | 640053 / 159479                                  | Bahninfrastruktur und -gebäude. Objekt liegt hälftig auf dem Gemeindegebiet von Lauterbrunnen (KGS-Nr. 17059) und Grindelwald (KGS-Nr. 10421). |
| ja   | Datei hochladen · Wikidata zu Reformierte Kirche (Q29639712)                                             | Reformierte Kirche Lauterbrunnen KGS-Nr.: 01030                               | B    | G   | Chilcheweidli 421a 636000 / 160260               | Das 1831/32 erbaute Kirchengebäude ist eine Saalkirche im klassizistischen Stil, daran angebaut ist der im Jahr 1955 neu gestaltete Heimatstil-Turm mit achteckigem Helm. Der massive Putzbau, der einen Vorgängerbau von 1488 ersetzte, besitzt einen Sockel aus Kalksteinquadern und südseitig dezent vorkragende Apsis.                                                                                              |
| ja   | Datei hochladen · Wikidata zu Kraftwerk bei der Lochbrücke (Q29673071)                                   | Kraftwerk bei der Lochbrücke KGS-Nr.: 01031                                   | B    | G   | Loch 42a 635860 / 161585                         | 1897 erbautes Elektrizitätswerk zur Erzeugung des Bahnstroms der Jungfraubahn. Der Massive, ursprünglich spätklassizistische Putzbau unter Satteldach mit Heimatstil-Anbau von 1923 zeichnet sich durch seine Vielgliedrigkeit und seine Details aus und täuscht an der Südfassade ein Chalet vor. Ostseitig dominiert ein quadratischer Treppenhausturm mit Lunettenfenstern und pyramidenförmigem, geschweiftem Helm. |
| ja   | Datei hochladen · Wikidata zu Anglikanische Kirche (Q29673088)                                           | Anglikanische Kirche KGS-Nr.: 01032                                           | B    | G   | Mürren, Gruebi 1069 635015 / 156760              | 1878 für englische Touristen erbautes Kirchengebäude der Church of England, nach Plänen von George Edmund Street. Das neogotische Bauwerk unter Satteldach ist eine schindelverrandete Ständerkonstruktion auf einem Sockel aus Steinquadern und besitzt einen einseitig eingezogenen Rechteckchor. Eine freiliegende Balkendecke prägt das Innere.                                                                     |
| BW   | Datei hochladen · Wikidata zu Schwimm- und Sonnenbad (Q29673103)                                         | Schwimm- und Sonnenbad KGS-Nr.: 09919                                         | B    | G   | Wengen, Zum Wald 1322a, 1322b 637285 / 161790    | 1931 im Stil des Neuen Bauens errichtetes Freibad, bestehend aus Schwimmbecken mit Nichtschwimmer- und Sprungturmbereich sowie Garderoben- und Pavillontrakt. Die Dächer der Eisenbetonskelettbauten erwecken mit ihren Geländern den Eindruck einer Schiffsreling. Dominant ist der halbrund gehaltene Pavillon mit Freiluftrestauran, während der zweigeschossige Garderobentrakt das Gelände bergseitig abschliesst. |
| BW   | Datei hochladen · Wikidata zu Hotel Falken (Q111187354)                                                  | Hotel Falken KGS-Nr.: 16781                                                   | B    | G   | Wengen, Gruebi beim Falken 1347b 637180 / 161643 | Hotelgebäude in Wengen. |
| ja   | Datei hochladen · Wikidata zu Bedienstetenhaus Gentiana (Q111187368)                                     | Bedienstetenhaus Gentiana KGS-Nr.: 16782                                      | B    | G   | Wengen, Gruebi beim Falken 1347f 637217 / 161635 | Gebäude in Wengen. |

## Übrige Baudenkmäler
Hinweis: Anstelle der KGS-Nummer wird als Objekt-Identifikator (ID) die Grundstücksnummer verwendet.
| ID       | Foto |                                                                      | Objekt                                                   | Typ | Standort                                              | Beschreibung |
| -------- | ---- | -------------------------------------------------------------------- | -------------------------------------------------------- | --- | ----------------------------------------------------- | --- |
| diverse  | ja   | Datei hochladen                                                      | Bahnanlagen der Wengernalp- und Jungfraubahn (1893–1908) | G   | Lauterbrunnen-Wengen Bahntrassee N.N. 635965 / 160899 | |
| 230      | BW   | Datei hochladen                                                      | Bauernhaus mit Scheune (1839)                            | G   | Lauterbrunnen, Lischmad 211 636349 / 159862           | |
| 234      | BW   | Datei hochladen                                                      | Ehemaliges Hotel Trümmelbach (1888)                      | G   | Trümmelbach 236 636301 / 157982                       | |
| 247      | BW   | Datei hochladen                                                      | Ehemalige Pension (um 1900)                              | G   | Stechelberg, Trümmelbach 241 636215 / 157976          | |
| 805      | BW   | Datei hochladen                                                      | Käsespeicher (17. Jh.)                                   | G   | Stechelberg, Lengwald 296a 635626 / 156098            | |
| 891      | ja   | Datei hochladen · Wikidata zu Hotel Alpina-Edelweiss (Q124545759)    | Hotel Alpina-Edelweiss (1927)                            | G   | Mürren, Rauft 1068, 1068a 635151 / 156817             | Doppelhotel, «wegweisender Pionierbau der klassischen Moderne in den Alpen»                                                                |
| 917      | BW   | Datei hochladen · Wikidata zu Hotel Falken (Q111187354)              | Hotel Falken (1894)                                      | G   | Wengen, Gruebi beim Falken 1347b 637180 / 161643      | |
| 1672     | BW   | Datei hochladen                                                      | Ehemalige Pension Mittaghorn (1895)                      | G   | Wengen, Bätzenboden 1376 636934 / 161284              | |
| 1707     | BW   | Datei hochladen                                                      | Ehemaliges Hotel Waldegg (1912)                          | G   | Wengen, Ledi 1219a 637196 / 160482                    | |
| 1998     | BW   | Datei hochladen                                                      | Wohnhaus (1933)                                          | G   | Mürren, Gruebi 1069a 634996 / 156743                  | |
| 2049     | BW   | Datei hochladen                                                      | Ferienhaus (1964)                                        | G   | Wengen, Stutzweidli 1277b 637196 / 161017             | |
| 2129     | BW   | Datei hochladen                                                      | Heimatmuseum / ehemalige Mühle (16. Jh.)                 | G   | Lauterbrunnen, Ey 184 636051 / 160338                 | |
| 2294     | BW   | Datei hochladen                                                      | Hotel Regina (1911)                                      | G   | Mürren, Borthalten 1036 634876 / 156565               | |
| 2296     | BW   | Datei hochladen                                                      | Wohn- und Geschäftshaus (1890)                           | G   | Lauterbrunnen, Greifenbach 460a 634973 / 160708       | |
| 2404     | BW   | Datei hochladen                                                      | Villa Krapp (1905)                                       | G   | Wengen, Oberwengwald 1571a 636461 / 162867            | |
| 2407     | BW   | Datei hochladen                                                      | Terrasse mit Schneetoren (um 1910)                       | G   | Mürren, Hotelterrasse Kurhaus N.N. 635049 / 156574    | |
| 2422     | BW   | Datei hochladen                                                      | Chalet Berna (1911)                                      | G   | Mürren, Lus 1050d 634847 / 156723                     | |
| 2631     | BW   | Datei hochladen                                                      | Bauernhaus (1768)                                        | G   | Lauterbrunnen, Stocki 157 636250 / 160651             | |
| 2685     | BW   | Datei hochladen                                                      | Ehemalige Pension (um 1895)                              | G   | Wengen, Gruebiweidli 1443b 636846 / 162006            | |
| 2687     | BW   | Datei hochladen                                                      | Hotel Belvédère (1911)                                   | G   | Wengen, Gruebiweidli 1440e 636816 / 162058            | |
| 2720     | BW   | Datei hochladen                                                      | Ferienhaus Sunnehalde (1910)                             | G   | Wengen, An der Matte 1586c 636495 / 162264            | |
| 2805     | BW   | Datei hochladen                                                      | Pfarrhaus (1781)                                         | G   | Lauterbrunnen, Beim Pfarrhaus 420 635997 / 160158     | |
| 2859     | ja   | Datei hochladen                                                      | Hotel "Des Alpes" (1896)                                 | G   | Kleine Scheidegg 1116 640124 / 159427                 | |
| 3093     | BW   | Datei hochladen                                                      | Ehemaliges Bauernhaus (1778)                             | G   | Lauterbrunnen, Beim Schützenbach 206 636254 / 160059  | |
| 3395     | BW   | Datei hochladen                                                      | Wohnhaus (1934)                                          | G   | Mürren, Hinter der Egg 994d 634645 / 156456           | |
| 3479     | BW   | Datei hochladen                                                      | Ferienhaus (1939)                                        | G   | Mürren, Hinter der Egg 993b 634688 / 156470           | |
| 3597     | BW   | Datei hochladen                                                      | Kiosk (um 1900)                                          | G   | Wengen, Auf der Blatten 1203a 637175 / 160581         | |
| 3749     | ja   | Datei hochladen · Wikidata zu Reformierte Kirche (Q120752637)        | Reformierte Kirche Wengen (1953)                         | G   | Wengen, Auf dem Bühl 1400b 636829 / 161896            | |
| 4063     | BW   | Datei hochladen                                                      | Wohnhaus (1965)                                          | G   | Wengen, An der Ledi 1555e 636404 / 162643             | Das auch als Haus Rentsch bekannte Wohnhaus, wurde durch den Architekten Richard Neutra erbaut und der Garten durch Ernst Cramer gestaltet |
| 4153 ff. | BW   | Datei hochladen                                                      | Bäuerliches Wohnhaus (4. Viertel 18. Jh.)                | G   | Isenfluh, Boden 4153–4154 635017 / 163195             | |
| 4278     | ja   | Datei hochladen · Wikidata zu Piz Gloria (Q671774)                   | Panoramarestaurant und Seilbahnstation Piz Gloria (1968) | G   | Schilthorn 925h 630417 / 156301                       | |
| 5056     | BW   | Datei hochladen                                                      | Käsespeicher (1774)                                      | G   | Isenfluh, Hofstatt 4122 634763 / 163172               | |
| 5414     | BW   | Datei hochladen                                                      | Bäuerliches Wohnhaus (1727)                              | G   | Isenfluh, Lehnboden 4111 634694 / 163105              | |
| 5637     | BW   | Datei hochladen                                                      | Scheune (18. Jh.)                                        | G   | Gimmelwald, Zun 786 634623 / 154990                   | |
| 5652 ff. | BW   | Datei hochladen                                                      | Bauernhaus (1793)                                        | G   | Gimmelwald, Niedrimatten 772–773 634725 / 155020      | |
| 5708     | BW   | Datei hochladen                                                      | Bäuerliches Wohnhaus (1658)                              | G   | Gimmelwald, Husmättli 779 634694 / 154974             | |
| 5753     | BW   | Datei hochladen                                                      | Gwand- und Käsespeicher (1803)                           | G   | Gimmelwald, Rätzimatta 785 634656 / 155011            | |
| 5974     | ja   | Datei hochladen · Wikidata zu Seilbahn Mürren–Allmendhubel (Q248117) | Anlagen der Allmendhubelbahn (1912)                      | G   | Mürren, Allmihubel N.N. 634766 / 156768               | |
| 5989     | BW   | Datei hochladen                                                      | Bergrestaurant (1987–1989)                               | G   | Mürren, Winteregg 898e 635082 / 159045                | |
| 6001     | BW   | Datei hochladen                                                      | Stationsgebäude Fallboden (1922)                         | G   | Fallboden 1116n 640581 / 158750                       | |
| 6002     | BW   | Datei hochladen                                                      | Ehemalige Arbeiterbaracke (1897)                         | G   | Station Eigergletscher 1116c 641036 / 158298          | |
| 6002     | BW   | Datei hochladen                                                      | Remise (1905–1907)                                       | G   | Station Eigergletscher 1116j 640955 / 158367          | |
| 6002     | BW   | Datei hochladen                                                      | Dependance (1901)                                        | G   | Station Eigergletscher 1116k 641009 / 158303          | |
| 6002     | BW   | Datei hochladen                                                      | Ehemaliges Beamten- und Verwaltungsgebäude (1912)        | G   | Station Eigergletscher 1116p 641030 / 158386          | |
| 6086     | BW   | Datei hochladen                                                      | Wohnhaus (1861)                                          | G   | Mürren, Höhenmatte 1065 635052 / 156702               | |
| 6370     | ja   | Datei hochladen · Wikidata zu Bedienstetenhaus Gentiana (Q111187368) | Dependance Gentiana / Bedienstetenhaus (1903)            | G   | Wengen, Gruebi beim Falken 1347f 637217 / 161635      | |